# Tigliole
Tigliole (Tijòli in piemontese) è un comune italiano di 1 724 abitanti della provincia di Asti, nel territorio storico dell'Astesana in Piemonte.

## Storia
Il nome Teliolas appare per la prima volta nel 974 tra i territori donati dall'imperatore al vescovo di Asti. Teliolas a quei tempi però poteva territorialmente farsi corrispondere all'attuale Tigliolette.
Attorno all'XI secolo questa località prese il nome di "Teglole inferiores" per distinguerla da "Tegloles superiores", sviluppatasi più a monte, nei luoghi dell'attuale centro paese.
Questa seconda località appare per la prima volta nel 1041 in un elenco dei beni posseduti direttamente dalla Chiesa e quindi dipendente dal vescovo di Pavia.
Le due comunità ebbero storie diverse fin verso il 1500, quando, con la decadenza e l'abbandono di Tegloles inferiores, i territori vennero unificati e rimase solo un nome che, con modifiche successive, divenne, per l'appunto, Tigliole.

Tra le prime infeudazioni del borgo appaiono nel XIII secolo quelle ai Solaro, investiti dal vescovo di Pavia.
Dal 1340 al 1353 il dominio passa a Luchino Visconti, per poi ritornare ai Solaro.
Nel 1422, per non aver assolto agli obblighi feudali nei confronti del vescovo di Pavia, i Solaro vengono dichiarati decaduti. Nel 1424 il vescovo passa il feudo ai Signori di Montafia.
Nel XVI secolo nasce una lunga controversia tra il vescovo di Asti e quello di Pavia per i possedimenti di Tigliole. Nel 1577 l'ultimo conte di Montafia muore senza lasciare eredi maschi ed il Papa sequestra il feudo e ne assegna l'amministrazione ad un governatore, un abate.

Da quel momento l'intero territorio di Tigliole diviene diretto possesso del Papa, retto da un governatore abate.
Gli abati che si sono succeduti nei secoli hanno sempre difeso con fermezza l'autorità papale. Ma nel 1741 Carlo Emanuele III di Savoia ottiene dal papa il vicariato su Tigliole. Con l'avvento del successore, Vittorio Amedeo III, tutti i privilegi fino ad allora goduti dalla comunità vengono a cessare; anche i tigliolesi vengono assoggettati agli obblighi di tutti gli altri sudditi.
Con i Savoia il feudo passa prima ai marchesi di Ormea, poi ai conti di Andezeno, quindi ai Tapparelli.

### Simboli
Lo stemma del comune di Tigliole è stato concesso, insieme al gonfalone municipale, con il decreto del presidente della Repubblica del 22 aprile 2008.
Il gonfalone è un drappo di giallo.

## Monumenti e luoghi d'interesse
- Chiesa Parrocchiale SS. Giovanni e Lorenzo
- In località Case Doglioni è presente il Centro di Recupero Animali Selvatici (CRAS), gestito dalla LIPU sezione di Asti.

Il centro, che si estende per circa 4 ettari sulle colline di Tigliole, è una struttura ospedaliera per animali selvatici feriti: il fine è quello di permettere agli animali feriti di recuperare totalmente le proprie capacità.
Il centro non è solo incentrato sul recupero della fauna: la LIPU sezione di Asti organizza numerose iniziative che hanno come punto fermo il centro di recupero. Molte attività hanno come scopo la ricerca e la divulgazione scientifica (radiotracking, inanellamento a scopo scientifico, posizionamento di nidi artificiali).
Inoltre ogni anno il centro ospita le scolaresche per lezioni di educazione ambientale.
- È presente il museo L'arte del sellaio che illustra l'arte sellaria suddividendola in tre sezioni: i materiali, gli arnesi e i manufatti.

## Società

### Evoluzione demografica
Abitanti censiti

## Amministrazione
Di seguito è presentata una tabella relativa alle amministrazioni che si sono succedute in questo comune.
| Periodo        | Periodo        | Primo cittadino         | Partito                                                        | Carica  | Note        |
| -------------- | -------------- | ----------------------- | -------------------------------------------------------------- | ------- | ----------- |
| 27 giugno 1985 | 25 maggio 1990 | Giuseppe Goria          | Partito Comunista Italiano                                     | Sindaco | [ 6 ]       |
| 25 maggio 1990 | 24 aprile 1995 | Giuseppe Goria          | Partito Democratico della Sinistra, Partito Comunista Italiano | Sindaco | [ 6 ]       |
| 24 aprile 1995 | 14 giugno 1999 | Giovanni Garetto        | centro-sinistra                                                | Sindaco | [ 6 ]       |
| 14 giugno 1999 | 14 giugno 2004 | Giuseppe Conti          | lista civica                                                   | Sindaco | [ 6 ]       |
| 14 giugno 2004 | 8 giugno 2009  | Giuseppe Conti          | lista civica                                                   | Sindaco | [ 6 ]       |
| 8 giugno 2009  | 26 maggio 2014 | Massimo Strocco Merlone | lista civica                                                   | Sindaco | [ 6 ]       |
| 26 maggio 2014 | 26 maggio 2019 | Massimo Strocco Merlone | lista civica Di Tigliole                                       | Sindaco | [ 6 ] [ 7 ] |
| 26 maggio 2019 | 10 giugno 2024 | Daniele Basso           | lista civica La svolta per Tigliole                            | Sindaco | [ 6 ]       |
| 10 giugno 2024 | in carica      | Daniele Basso           | lista civica La svolta per Tigliole                            | Sindaco | [ 6 ]       |

## Sport
La palla tamburello è lo sport tradizionale del paese. La locale associazione sportiva ASDR Tigliolese partecipa sia al campionato di serie A femminile, vantando persino il titolo di campione d'Italia nel 2018 e nel 2023, conquistando addirittura la Supercoppa nel 2024, sia alla serie C maschile.